# Sinepecten segonzaci
Sinepecten segonzaci is een tweekleppigensoort uit de familie van de Pectinidae. De wetenschappelijke naam van de soort is voor het eerst geldig gepubliceerd in 2006 door Schein.